# NHK水戸放送局
NHK水戸放送局（エヌエイチケイみとほうそうきょく）は、茨城県を放送対象地域とする日本放送協会（NHK）の地域放送局。総合テレビとFM放送で県域放送を行っている。NHK EテレとAM放送（ラジオ第1放送とラジオ第2放送）については関東広域圏扱いとして、管轄の東京本局からカバー・中継されている。

## 概要

### 総合テレビ
県域放送（放送開始：2004年10月1日、リモコンキーID：1、呼出符号：JOEP-DTV）。県域放送での放送開始はデジタル放送としては初で、アナログ放送を含めれば津放送局以来31年ぶりである。
県内における地上デジタルの中継局の設置は東京タワー（当時）からのNHK放送センター（東京）の電波が届かない県北・県央・鹿行の3地域が優先されたため、これらの地域では山間部などを除くほぼ全世帯で県域放送が受信できる。
東京タワー（2013年5月31日以降は東京スカイツリー）からのNHK放送センター（東京）の電波が受信可能な県南・県西において、県域放送を送出する中継局は筑波中継局、筑波神郡中継局、筑西中継局、八郷南中継局、古河中継局、かすみがうら中継局の6局である。なお、県西の坂東市に岩井中継局の設置が一時検討されたが、後に置局不要と判断されている。
これらの地域では、アナログ放送終了以前は混信を防ぐために筑波中継局に指向性がかけられていた他、岩瀬中継局は出力が小さく、水戸局の電波も石岡市など一部を除いて届かなかったため、多くの地域で受信できなかった。県南地域では指向性のかけられていた筑波中継局の限られた受信範囲内の地域と県域放送の再送信を行っているケーブルテレビのサービスエリア以外では県域放送を受信する手段がなく、また県西地域では唯一中継局がある桜川市の岩瀬地区以外ほぼ全域が受信エリア外であった。
アナログ停波後の2011年9月5日に筑波中継局が無指向性化され、県内のほぼ全域で県域放送が受信可能となった。
鹿行地区においては、2013年1月に神栖中継局が新たに設置され、翌2014年1月末にはかすみがうら中継局も新たに設置された。
県西部と南部の地域では東京スカイツリーなどの近隣都県の送信所や中継局と併用して受信・視聴することになっている。そのため、古河中継局と筑西中継局、筑波中継局の3中継局では教育テレビ（Eテレ）や在京民放テレビ各局の送出は行っていない。県西部と南部の居住者で県域放送を受信するには、古河中継局と筑西中継局、筑波中継局のうち、条件の良い中継局向けにアンテナの追加設置と特定地域用のU・U混合器が必要である。設置の際、中継局によってアンテナの種類（垂直偏波・水平偏波）が違うので注意が必要である。また、テレビの受信機によっては、自動的に茨城県に県域設定をされ、水戸局を1、東京（関東広域）は3または9などの、空いたチャンネルにプリセットされている場合があり、東京（関東広域）が視聴できなくなる場合もあるため、これを東京都に再設定した上で、再調整する必要がある。

### FM放送
県域放送（放送開始：1970年4月6日、呼出符号：JOEP-FM）。
茨城県には県域放送を行う民放FM局が存在せず、NHKが唯一の県域FM放送である。唯一の民間県域放送であるLuckyFM茨城放送はAM局である。

## 沿革
- 1941年（昭和16年）12月9日 - 水戸市黒羽根町に社団法人日本放送協会水戸臨時放送所を開設、電波管制に伴う措置として放送開始（中波、呼出符号なし）。
- 1942年（昭和17年）4月10日 - 水戸市元白金町に社団法人日本放送協会水戸出張所を開設（水戸放送局の始まり）。
- 1945年（昭和20年）
  - 8月2日 - 戦災により水戸出張所が焼失、茨城会館ほかに移転。
  - 10月26日 - 水戸臨時放送所を水戸中継放送所と改称。
- 1946年（昭和21年）
  - 水戸市大町の旧兵舎仮事務所に移転。
  - 9月1日 - 水戸中継放送所のコールサインをJOAK2に決定。
- 1948年（昭和23年）
  - 5月1日 - 水戸出張所を水戸支局と改称。
  - 7月1日 - 水戸中継放送所のコールサインJOAXに変更（このコールサインは後に日本テレビが使用）。
  - 8月16日 - 水戸中継放送所を廃止。
- 1949年（昭和24年） - 水戸市大町1-2-6（現・三井生命会館）に木造2階建て局舎を建設。
- 1950年（昭和25年）6月1日 - 放送法施行に伴い、社団法人日本放送協会が解散。特殊法人としての日本放送協会が設立され、一切の権利義務を継承。
- 1951年（昭和26年）7月1日 - 水戸支局を水戸放送局と改称（送信施設なし）。
- 1959年（昭和34年） - 鉄筋コンクリート局舎を建設。
- 1960年（昭和35年） - 土浦通信部を開設。
- 1961年（昭和36年）12月1日 - 日本初のUHF放送局・日立テレビ中継放送所の実験運用を開始。
- 1962年（昭和37年） - 日立通信部を開設。
- 1963年（昭和38年） - 日立テレビ中継放送所の本放送を開始。
- 1967年（昭和42年） - 鹿島通信部を開設。
- 1970年（昭和45年）4月6日 - 水戸放送局、FM放送を開始（呼出符号：JOEP-FM）。
- 1973年（昭和48年） - 現在の水戸放送会館が落成、現在地に移転。
- 1976年（昭和51年）7月17日 - 水戸放送局、テレビの中継放送を開始。
- 1991年（平成3年） - 土浦通信部を廃止、つくば報道室を開設。
- 1998年（平成10年） - かしま報道室を開設。
- 2004年（平成16年）10月1日 - 水戸放送局、地上デジタル総合テレビの放送を開始（呼出符号：JOEP-DTV）、地上デジタル教育テレビの中継を開始。
- 2005年（平成17年）3月 - NHK水戸児童合唱団を設立。
- 2006年（平成18年）4月1日 - 茨城県を含む全国29都府県でワンセグ放送を開始（総合テレビ、教育テレビともに、放送センターからの放送をサイマル放送）。
- 2007年（平成19年）2月1日 - 水戸放送局、総合テレビのワンセグ放送を開始（放送センター発総合テレビのサイマル放送を終了）。
- 2011年（平成23年）
  - 3月11日 - 東日本大震災が発生、茨城県内の災害報道に当たる。
  - 7月24日 - アナログ放送終了、同放送の中継放送所を停波、地上デジタル放送へ完全移行。
- 2012年（平成24年）4月10日 - 水戸放送局、開局70周年。
- 2014年（平成26年）
  - 10月1日 - 水戸放送局、総合テレビ放送開始10周年。
  - 10月4日 - 総合テレビ放送開始10周年を記念し、水戸放送会館にて「満てん!いばらきフェスタ」を開催（ - 5日）。
- 2022年（令和4年）10月3日 - NHKプラスで地域向けのテレビ番組の見逃し配信が開始[9]。
- 2023年（令和5年）4月1日 - 令和改革により、部制（放送部・営業推進部等）からセンター制に見直され、コンテンツセンター、経営管理企画センターへ再編された。

## 放送局の主な周波数一覧

### テレビ
- 総合テレビは呼出符号：JOEP-DTV、リモコンキーID：1、親局所在地は水戸市森林公園。
- それ以外は、全て東京の管轄となっている。このため、筑波中継局は前述の理由により、デジタル放送の教育テレビは送信していない。
- 2011年7月24日で放送を終了したアナログ放送は、UHF中継局実験の歴史的な経緯から、日立中継局が茨城県内の基幹局となっていた。

| 局名                 | デジタル | デジタル | デジタル    | アナログ | アナログ | アナログ    |
| 局名                 | 総合     | 教育     | 空中線 電力 | 総合     | 教育     | 空中線 電力 |
| -------------------- | -------- | -------- | ----------- | -------- | -------- | ----------- |
| 水戸                 | 20ch     | 13ch     | 300W        | 44ch     | 46ch     | 30W         |
| 筑波                 | 49ch     |          | 20W         | 45ch     | 47ch     | 10W         |
| 十王                 | 47ch     | 39ch     | 10W         | 51ch     | 49ch     | 100W        |
| 日立                 | 20ch     | 13ch     | 3W          | 52ch     | 50ch     | 100W        |
| 山方                 | 20ch     | 26ch     | 3W          | 51ch     | 49ch     | 30W         |
| 常陸鹿島             | 20ch     | 26ch     | 3W          | 31ch     | 16ch     | 30W         |
| 日立神峰             | 20ch     | 13ch     | 3W          | 40ch     | 42ch     | 0.3W        |
| 御前山               | 16ch     | 26ch     | 3W          | 43ch     | 45ch     | 30W         |
| 竜神平               | 16ch     | 39ch     | 1W          | 43ch     | 45ch     | 10W         |
| 北茨城               | 42ch     | 40ch     | 1W          | 43ch     | 45ch     | 10W         |
| 奥久慈男体           | 31ch     | 26ch     | 1W          | 35ch     | 37ch     | 10W         |
| 里美                 | 20ch     | 13ch     | 1W          | 43ch     | 45ch     | 10W         |
| 水府                 | 20ch     | 13ch     | 1W          | 51ch     | 49ch     | 10W         |
| 笠間                 | 31ch     | 39ch     | 1W          | 51ch     | 49ch     | 10W         |
| 岩瀬                 | 52ch     | 26ch     | 1W          | 44ch     | 55ch     | 10W         |
| 大子                 | 20ch     | 13ch     | 0.3W        | 51ch     | 49ch     | 3W          |
| 那珂湊               | 31ch     | 26ch     | 0.05W       | 37ch     | 39ch     | 10W         |
| 筑西（加波山）       | 52ch     |          | 3W          |          |          |             |
| 神栖（千葉県銚子市） | 44ch     |          | 3W          |          |          |             |
| 古河（旭町）         | 52ch     | 1W       |             |          |          |             |
| 八郷（加波山）       | 20ch     | 1W       | 13ch        |          |          |             |

| 局名       | アナログ | アナログ | アナログ    |
| 局名       | 総合     | 教育     | 空中線 電力 |
| ---------- | -------- | -------- | ----------- |
| 石岡       | 40ch     | 42ch     | 30W         |
| 江戸崎     | 50ch     | 48ch     | 10W         |
| 大洗       | 37ch     | 35ch     | 3W          |
| 日立中里   | 51ch     | 49ch     | 3W          |
| 盛金       | 42ch     | 44ch     | 3W          |
| 上金沢     | 43ch     | 45ch     | 3W          |
| 町附       | 42ch     | 44ch     | 3W          |
| 北茨城平潟 | 52ch     | 50ch     | 1W          |
| 美和高部   | 52ch     | 50ch     | 1W          |
| 大子頃藤   | 43ch     | 45ch     | 1W          |
| 鉾田       | 43ch     | 45ch     | 1W          |
| 大洋北浦   | 44ch     | 46ch     | 1W          |
| 日立白銀   | 51ch     | 53ch     | 0.5W        |
| 常陸太田   | 47ch     | 45ch     | 0.5W        |
| 那珂湊平磯 | 36ch     | 34ch     | 0.1W        |
| 筑波神郡   | 50ch     | 52ch     | 0.1W        |
| 水戸谷津   | 59ch     | 61ch     | 0.1W        |
| 水戸金山   | 60ch     | 62ch     | 0.1W        |

### ラジオ
AM2波はNHK放送センターの管轄であり、中継局を設けていない。FM放送のみ。
- 呼出符号：JOEP-FM
- 水戸 83.2MHz 1kW
- 日立 84.2MHz 100W
- 大子 84.8MHz 10W
- 北茨城 82.9MHz 100W

## 県域テレビ放送開始の経緯
茨城県では1971年、郵政省（現・総務省）から県域民放テレビ局用の電波（周波数：アナログUHF34ch、映像出力：5kW、音声出力：1.25kW）が割り当てられた。これに対して、県域民放ラジオ局の茨城放送（現在のLuckyFM茨城放送）を含む8社が放送免許の申請を行ったが、多額の設備投資が必要であること、スポンサーの獲得が難しいことから、2004年までに全社が免許申請を取り下げた。また、デジタル化のため、電波の割り当てが取り消されることになった。
一方、委託放送事業者のつくばテレビ（本社・東京都）は、1997年開局のパーフェクTV!（現在のスカパー!プレミアムサービス）で県域テレビ局のない茨城県の情報発信を目的とした「HITチャンネル・ほっと茨城テレビ」を開局した。しかし、スポンサーの獲得が難しく、加入者数も伸び悩んだため、わずか1年で閉局となり、別分野の専門チャンネルに転換した。
茨城県も、郵政省などに対して県域テレビ放送の開始を要望してきた。平成に入り、「那珂川水害」（1998年）や「JCO臨界事故」（1999年）などの大規模災害が発生したことから、住民に対する避難誘導や情報提供の体制を強化する目的で、県域テレビ放送の必要性が盛んに論議されるようになった。
アナログ総合テレビについては、関東地方の各都県では放送電波の逼迫などの理由から県域放送を見送り、放送センターからの広域放送を続けてきたが、デジタル化によって同一周波数中継（SFN）が可能になったことなどから、デジタル総合テレビでの県域放送の開始が検討されるようになった。ところが、茨城県を除く1都5県に所在する既存の県域民放テレビ局から経営圧迫を懸念する意見が出されたため、まずは県域民放テレビ局が存在しない茨城県で2004年に先行開始することになった。当時のNHK会長だった海老沢勝二は茨城県出身であり、県域放送開始に大きく貢献したといわれている。
次いで、2009年度から3か年の経営計画では、前橋、宇都宮の両局について、地上デジタル放送への完全移行後に県域放送開始の検討を行うことが盛り込まれ、2012年4月1日に県域放送へ移行した。

## 支局
茨城県内の支局は全て報道専従支局で、旧報道室・通信部からの移行である。
- つくば支局（旧報道室、つくば市）
- かしま支局（旧報道室、鹿嶋市）
- 日立支局（旧通信部、日立市）

## 情報カメラ
- 水戸市
  - 水戸局屋上（HD対応）
  - 水戸駅（MYMビル屋上・HD対応）
  - 千波湖（HD対応）
- ひたちなか市（国営ひたち海浜公園内 季節限定）
- 大洗町（大洗マリンタワー）
- 北茨城市（五浦海岸）
- 日立市（風神山）
- 大子町（袋田の滝）
- 常陸太田市（竜神大吊橋 季節限定）
- 東海村
- つくば市（筑波山付近・HD対応）
- 小美玉市（茨城空港）
- 行方市（霞ヶ浦ふれあいランド 虹の塔屋上）
- 潮来市（前川あやめ園 季節限定）
- 筑西市（下館スピカ 筑西市役所本庁舎屋上）
- 神栖市（鹿島セントラルホテル 新館屋上）
- 古河市（古河駅東口・HD対応）

## 主な水戸局制作番組

### 総合テレビ
2025年3月31日現在
- いば6（平日 18:10 - 19:00・2018年4月2日 - ）
祝日・年末年始は休止。また、大型連休の谷間（4月下旬から5月上旬）[注釈 7]・お盆（8月中旬）[注釈 8]や年末（12月28日まで）・年始第1週（1月4日・5日）[注釈 9]は通常の平日編成日でも原則として休止することがある。
- 茨城スペシャル（不定期・金曜日 19:30 - 19:57、年10本程度。19:57 - 20:42、または19:30 - 20:42の場合あり）
- スポーツ中継（不定期・土曜日、日曜日の午後）[注釈 10]
  - 茨城Jリーグアワー（鹿島アントラーズ、水戸ホーリーホックのホームゲーム中継）
  - Bリーグ中継（1部・茨城ロボッツのホームゲーム中継）※2018年度新設（ただしそれ以前にも放送実績あり）
- 全国高等学校野球選手権茨城大会 - 例年、準決勝・決勝を放送（平日 9:55、土日 10:05 - 試合終了まで[注釈 11]。11:53 - 12:20はサブチャンネルで放送[注釈 12]。また、開会式を中継する年もある。2021年度は放送なし。
- NHK全国学校音楽コンクール 茨城県コンクール（小学校の部、中学校の部、高等学校の部。9月上旬の土曜日の午前）
- 選挙開票速報 - 知事選・県議選・統一地方選挙後半戦及び国政選挙の執行日に放送。県内のみの場合は20:55 - 21:00及び21:50以降随時（2018年県議選では、20:55 - 21:00、21:50 - 22:50、22:55 - 23:00、翌0:05 - 0:10。一部首都圏ブロック向け）。国政選挙・統一地方選挙の場合は随時。

この他、クラシックコンサートやイベント中継などで茨城が特集された番組をマルチ編成のサブチャンネルで放送することがある。また、番組の合間のスポットが水戸放送局のお知らせや制作番組の告知になる場合がある。

#### 茨城県のニュース・気象情報
2015年度までは毎日県域放送枠を設けていたが、2016年度以降縮小し、NHK全体の働き方改革に伴い2018年度以降は平日のみの放送となった。なお、原則として台風・大雨・地震などの災害時、主な県内の市町村長選挙の翌日朝には、関東甲信越ブロック枠を県域枠に変更して放送することがある。また、特設ニュース中に中断して県域放送に切り替える場合もある。
月曜日 - 金曜日（祝日を除く）
- 11:57 - 12:00[注釈 17] いばらき気象情報[注釈 18][注釈 19]（2024年度までは、金曜日は『いばっちゃお』の1コーナー扱いだった）
- 12:15 - 12:20[注釈 20] 茨城県のニュース[注釈 21][注釈 22]
- 18:52頃 - 18:59頃 いばらき気象情報（『いば6』の1コーナー扱い、全国の気象情報も含む）
- 20:45 - 21:00 茨城ニュース845

『いば6』休止時は、18:45 - 19:00に茨城県のニュース・気象情報を放送する。また、その際には『茨城ニュース845』も原則として休止となる場合がある（2018年8月以降）。

#### 新聞番組表の掲載
現在、以下の新聞で関東1都6県向けの朝刊テレビ面に茨城県向け独自内容の番組を掲載している。いずれも、メインテレビ欄は東京基準のものを載せており、茨城県向けの差し替えがある場合は「（茨城別）」などの但し書きがある。
- 茨城新聞：最終面
- 読売新聞東京本社版：中面の第2テレビ面
- 日本経済新聞東京本社・「首都圏A版」（茨城県、栃木県、群馬県向け）：中面の地上波テレビ・ラジオ面で総合テレビのフルサイズ番組表の下

### FM放送
平日のみ「県域ニュース・気象情報・交通情報」を放送。なお、『いば6』休止の場合は放送せず、関東（または関東甲信越）地方向け放送に差し替えとなる場合がある。また、インターネット配信は行っていない。
- 18:50 - 19:00 ニュース・交通情報・気象情報

他に、全国高等学校野球選手権茨城大会・秋季大会の準決勝・決勝の中継を行っている。なお、高校野球中継の際には11:50 - 12:00の枠が休止となり、試合終了後か第1試合と第2試合の合間にニュースと気象情報・インストルメンタル音楽のみ放送する。
8月下旬の平日の夕方にNHK全国学校音楽コンクール 茨城県コンクール（小学校の部、中学校の部、高等学校の部）も放送する。

### 終了した番組

#### 総合テレビ
- NHKニュースおはよう日本 茨城（平日 7:30 - 7:45）
- こんにちはいばらきわいわいスタジオ（2004年10月4日 - 2009年3月18日）
- いばらきわいわいスタジオ（2004年10月1日 - 2009年3月27日）
- 特報茨城（2008年3月まで月1回程度『特報首都圏』を差し替え）
- とれたてワイドいばらき（平日 11:30 - 12:00・2009年4月2日 - 2015年3月19日）
- ニュースワイド茨城（平日 18:10 - 19:00・2009年3月30日 - 2015年3月27日）
- 茨城ニュース いば6（平日 18:10 - 19:00・2015年3月30日 - 2018年3月30日）
- いばっチャオ!（平日 11:40 - 12:00・2015年3月30日 - 2019年3月22日）
  - 金曜は！いばっチャオ（金曜日 11:30 - 12:00・2019年4月5日 - 2022年3月11日）
  - いばっちゃお（金曜日 11:30 - 12:00[注釈 24][注釈 25]・2022年4月15日 - 2025年3月14日）
- キタカン+（不定期・金曜日 19:30 - 19:57、宇都宮局・前橋局との共同制作・2021年度 - 2023年度）※2021年度は3本・2022年度と2023年度は2本の放送だった。

##### ニュース・気象情報
祝日・年末年始は2015年度、土曜日・日曜日は2017年度で終了し、関東甲信越ブロックのニュース・気象情報に変更された。 
月曜日 - 金曜日（祝日を除く）
- 6:55 - 7:00（NHKニュースおはよう日本内）※2015年3月終了
- 7:55 - 8:00（NHKニュースおはよう日本・関東甲信越内）※2019年3月終了。2015年3月までは7時56分から。

土曜日・日曜日・祝日
- 土曜日 6:50 - 7:00（NHKニュースおはよう日本内）※2009年3月終了
- 土曜日 7:55 - 8:00（NHKニュースおはよう日本関東甲信越内）※2009年3月終了
- 日曜日 7:40 - 7:45（NHKニュースおはよう日本内）※2009年3月終了
- 祝日 7:25 - 7:30（NHKニュースおはよう日本内）※2009年3月終了
- 11:57 - 12:00 気象情報 ※2014年3月終了
- 12:10 - 12:15 ニュース ※2018年3月終了
- 18:45 - 18:58.55（18:53 - 18:55は全国の気象情報） ※2018年3月終了

2016・2017年度は土曜日・日曜日が祝日と重なった場合は曜日通りに放送していた。
- 20:55 - 21:00  ※2009年3月終了

年末年始（12月29日 - 1月3日）
- 12:10 - 12:15 ニュース
- 18:50 - 19:00（18:55 - 18:57は全国の気象情報）

#### FM放送
- 水戸リクエストアワー
- FM水戸アップデート（2000年10月2日 - 2009年3月27日）

特集コーナーでは、デジタル総合テレビで放送されたインタビューやスポーツコーナーなどの音声を使い回して放送したことがある。
- fmまるとく茨城（2003年4月 - 2004年9月）

地上デジタルテレビ放送のパイロット番組。この番組のコーナーは、デジタル総合テレビ放送開始後、すべて『こんにちはいばらきわいわいスタジオ』に移行した。
- いばスポFM（不定期）
- いばラジカル（毎月第2土曜日 11:00 - 11:50・2015年4月11日 - 2018年3月10日）
- サタデーFM いばゆる（毎月第2土曜日 11:00 - 12:00・2018年4月14日 - 2021年3月13日）

基本的に月1回、第2土曜日の放送だが、前後した月もあったほか、2018年度は第4土曜日に増刊号と称した月2回目の放送があった月もある。2019年8月・10月、2020年4月・8月は放送がなかった。2020年5月・2021年2月は第1土曜に放送した。なお、放送終了後の聴き逃し配信を行っていた。
2019年11月は17日（日）に、「きょうだけ! サンデーFM いばゆる 公開放送@大洗あんこう祭」と題し、大洗あんこう祭会場から公開放送を実施した（12:15 - 14:00）。2021年1月9日は12:30 - 14:00、3月13日（最終回）は11:00 - 12:00・12:30 - 14:00の拡大版として放送した。
- 交通情報・気象情報・お知らせ（平日 11:50 - 12:00[注釈 26]）、ニュース・気象情報（平日 12:15 - 12:20）

2024年3月29日終了。2024年4月1日以降は東京からラジオ第一と同時放送。

## アナウンサー・キャスター
- 氏名の後の*は、過去に水戸局勤務経験があることを示す。また、前任地が太字のアナウンサーはその局が初任地（つまり、水戸が2局目の勤務）であることを表す。

| 氏名           | 前任地           | 担当番組                                                            | 備考                       |
| アナウンサー   | アナウンサー     | アナウンサー                                                        | アナウンサー               |
| -------------- | ---------------- | ------------------------------------------------------------------- | -------------------------- |
| 平野哲史*      | 東京アナウンス室 | アナウンスグループ統括 茨城県のニュース                             |                            |
| 森花子*        | 東京アナウンス室 | 新・プロジェクトX～挑戦者たち～ （本部制作・司会） 茨城県のニュース |                            |
| 須藤健吾       | 福島             | いば6 （キャスター・隔週）                                          | 東海村出身                 |
| 小掛雄太       | 盛岡             | いば6 （キャスター・隔週） 各種スポーツ中継                         |                            |
| 契約キャスター |                  |                                                                     |                            |
| 西野侑里       |                  | いば6 （スポーツキャスター）                                        |                            |
| 蓑輪史織       | 茨城放送         | いば6 （キャスター）                                                |                            |
| 増井冴香       | 鳥取             | いば6 （キャスター）                                                |                            |
| 気象予報士     |                  |                                                                     |                            |
| 中原一徹       |                  | いばらき気象情報 いば6                                              | オフィス気象キャスター所属 |

- 各契約キャスターは、FM放送の県域放送も担当する（2018年度以前はおはよう日本内の県域ニュースも担当していた。
- リポートを『いば6』や首都圏・全国向け番組（おはよう日本関東甲信越、列島ニュース、首都圏ネットワークなど）で放送する時にも各番組に出演する。

## その他関連人物
- 宮本愛子 (アナウンサー)（元大阪、東京、甲府、さいたまでアナウンサー、ラジオセンタースタッフを経て、水戸副局長→水戸局長）